# Hovslund Stationsby
Hovslund Stationsby (Duits:Haberslund)is een plaats in de Deense regio Zuid-Denemarken, gemeente Aabenraa. Het dorp telt 296 inwoners (2007). Hovslund ligt aan de spoorlijn Fredericia - Padborg. Het station, dat tot 1972 in gebruik was, is inmiddels gesloopt.